# Amphibulima
Amphibulima is een geslacht van weekdieren uit de klasse van de Gastropoda (slakken).

## Soort
- Amphibulima cucullata Lamarck, 1805